# Vito Ortelli
Vito Ortelli (Faenza, 5 juli 1921 – aldaar, 24 februari 2017) was een Italiaans wielrenner.

## Belangrijkste overwinningen
1940
- Eindklassement Giro della provincia Milano (1)

1942
- Ronde van Toscane

1943
- GP Apertura Vis et Patria

1945
- Milaan-Turijn
- Italiaans kampioen Achtervolging (baan), Elite

1946
- Milaan-Turijn
- Trofeo XX Settembre
- 8e etappe Ronde van Italië
- Italiaans kampioen Achtervolging (baan), Elite

1947
- Ronde van Piëmont

1948
- Ronde van Romagna
- Italiaans kampioenschap op de weg, Elite

1950
- GP de Nice

## Resultaten in voornaamste wedstrijden
| Jaar | Ronde van Italië | Ronde van Frankrijk | Ronde van Spanje |
| ---- | ---------------- | ------------------- | ---------------- |
| 1942 |                  |                     |                  |
| 1943 |                  |                     |                  |
| 1946 | ↑ (1)            |                     |                  |
| 1947 | 12e              |                     |                  |
| 1948 | 4e               |                     |                  |
| 1949 |                  |                     |                  |
| 1950 | opgave           |                     |                  |
| 1951 |                  |                     |                  |

| Jaar | Milaan-San Remo | Ronde van Lombardije |  | WK op de weg |  | Wereldranglijsten |
| ---- | --------------- | -------------------- |  | ------------ |  | ----------------- |
| 1942 |                 | 30e                  |  |              |  |                   |
| 1943 | 9e              |                      |  |              |  |                   |
| 1946 | 6e              |                      |  |              |  |                   |
| 1947 | 8e              |                      |  |              |  |                   |
| 1948 |                 | 5e                   |  | 8e           |  | 5e (CDC)          |
| 1949 | ↑               |                      |  |              |  |                   |
| 1950 | 9e              |                      |  |              |  |                   |
| 1951 | 75e             |                      |  |              |  |                   |